# Отрощенко, Яков Осипович
Яков Осипович Отрощенко (1779—1862) — генерал от инфантерии, сенатор.

## Биография
Сын поручика малороссийского казачьего полка, Отрощенко родился в Малороссии в 1779 г. Систематического образования не получил он никакого, а читать и писать научился дома, под руководством отца.
Шестнадцати лет он был определён отцом в уездный суд, но в августе 1800 г. перешёл, по собственному желанию, в военную службу рядовым в 7-й егерский полк, находившийся в Вильне. Произведённый вскоре в офицеры, Отрощенко в 1803 г. был назначен полковым адъютантом, а в следующем году произведен в поручики и назначен полковым казначеем.
В кампанию 1806 года против французов Отрощенко, только что произведённый в штабс-капитаны и назначенный ротным командиром, участвовал почти во всех боях и за отличие в сражениях при Прейсиш-Эйлау, Альт-Кирхене и других, получил чин капитана и был награждён орденом Св. Анны 4-й степени и золотой шпагой с надписью «За храбрость».
По окончании войны против Наполеона Отрощенко со своим полком участвовал в турецкой кампании и отличился при осаде Силистрии, при штурме крепости Кюстенджи и в других делах. Проведя первую половину 1810 года в Санкт-Петербурге, в 1-м учебном батальоне, Отрощенко 1 августа того же года был произведён в майоры, с переводом в 14-й егерский полк, и снова возвратился в Дунайскую армию, участвовал опять в нескольких сражениях с турками, а по заключении перемирия состоял плац-майором в Бухаресте.
Возвратившись к своему полку, он вскоре вступил с ним в состав армии Тормасова, перешедшей затем в командование адмирала Чичагова, и участвовал в сражении при Березине и многих других боях. В заграничных кампаниях 1813 и 1814 гг. Отрощенко также принимал деятельное участие, причём за отличие в сражении при Краоне был произведён в марте 1815 г. в полковники и назначен командиром 14-го егерского гренадерского полка. Также он получил золотую шпагу с надписью «За храбрость».
По возвращении в Россию, Отрощенко продолжал командовать названным полком, переименованным вскоре в 4-й карабинерный. Произведённый 30 августа 1822 г. в генерал-майоры, он был назначен командиром 3-й бригады 3-й гренадерской дивизии, а в следующем году командиром 3-й бригады 6-й пехотной дивизии, ещё через год получил орден Св. Владимира 3-й степени.
С этой бригадой Отрощенко начал в 1828 г. поход против турок и участвовал в осаде крепости Силистрии, в качестве начальника левого фланга осаждавшей Силистрию армии. По снятии осады Отрощенко был назначен начальником авангарда и со своей бригадой остановился в селении Черноводах, где и провёл всю зиму, в то же время назначен исполнять дела командира 6-й пехотной дивизией. Когда весной 1829 года близ Черновод собралась вся наша армия, и решено было снова двинуться на Силистрию, начальником авангарда снова был назначен Отрощенко.
В августе 1829 г. главнокомандующий И. И. Дибич, узнав, что верховный визирь собирается напасть на один из российских отрядов, поручил осаду Силистрии генералу Красовскому, а сам выступил навстречу визирю, причём бригаду Отрощенко назначил в авангард. У деревни Кулевчи российские войска были встречены турками, и здесь разыгрался бой, вся тяжесть которого выпала на долю бригады Отрощенко, выдержавшей своими силами упорное сражение с неприятелем, во много раз превосходившим численностью. Сам Отрощенко неоднократно водил свои батальоны и кавалерию в атаку, пока не был ранен пулей в живот.
Об ожесточенности этого боя для бригады Отрощенко можно судить по потерям; так, от одного батальона Муромского полка осталось всего 30 человек; потери других частей были также велики, но зато верховный визирь был разбит и потерял 59 орудий, 30 знамён и много пленных. Сам Отрощенко за это дело был награждён орденом Св. Анны 1-й степени.
По возвращении в Россию Отрощенко вскоре принял участие в подавлении первого польского восстания. Со своей бригадой он отличился в нескольких сражениях, между прочим под Остроленкой и в штурме Варшавы, за отличие ему была пожалована императорская корона к ордену Св. Анны 1-й степени и Польский знак отличия за военное достоинство (Virtuti Militari) 2-й степени. Вслед за тем 18 октября он был произведён в генерал-лейтенанты и получил в командование 15-ю, а затем 3-ю пехотную дивизию.
21 апреля 1846 года Отрощенко был назначен сенатором московских департаментов Правительствующего Сената, присутствовал во 2-м отделении 6-го департамента. С 16 июня по 1 сентября 1854 года и с 23 июля по 1 сентября 1861 года исправлял обязанности Первоприсутствующего сенатора в 1-м и 2-м отделениях 6-го департамента.
6 декабря 1848 года произведён в генералы от инфантерии.
Отрощенко скончался в Москве 29 марта 1862 года и был погребён на кладбище Донского монастыря (сохранилось лишь надгробие на могиле его сына). Он оставил после себя любопытные записки, напечатанные частью в «Русском архиве» (1869 гг. «Записка о Конарском»), частью в «Русском вестнике» (1877 г. № 9, 10 и 11 и за 1880 г. № 1 и 2).

## Награды
Среди прочих наград Отрощенко имел:
- Крест «За победу при Прейсиш-Эйлау» (1807)
- Орден Св. Анны 4-й ст. (1807)
- Орден Св. Владимира 4-й ст. с бантом (7 августа 1810)[2]
- Орден Св. Анны 2-й ст. (15 февраля 1813)
- Золотая шпага с надписью «За храбрость» (1814)[3]
- Орден Св. Владимира 3-й ст. (12 декабря 1824)
- Орден Св. Георгия 4-й ст. (26 ноября 1826, за беспорочную выслугу 25 лет в офицерских чинах, № 3875 по списку Григоровича — Степанова)
- Орден Св. Анны 1-й ст. (25 июня 1829, императорская корона к ордену 14 октября 1831)
- Польский знак отличия за военное достоинство 2-й степени (1832)
- Орден Белого орла (2 апреля 1852)
- Знак отличия беспорочной службы за XLV лет (22 августа 18554)